# Manzano (Friuli-Venezia Giulia)

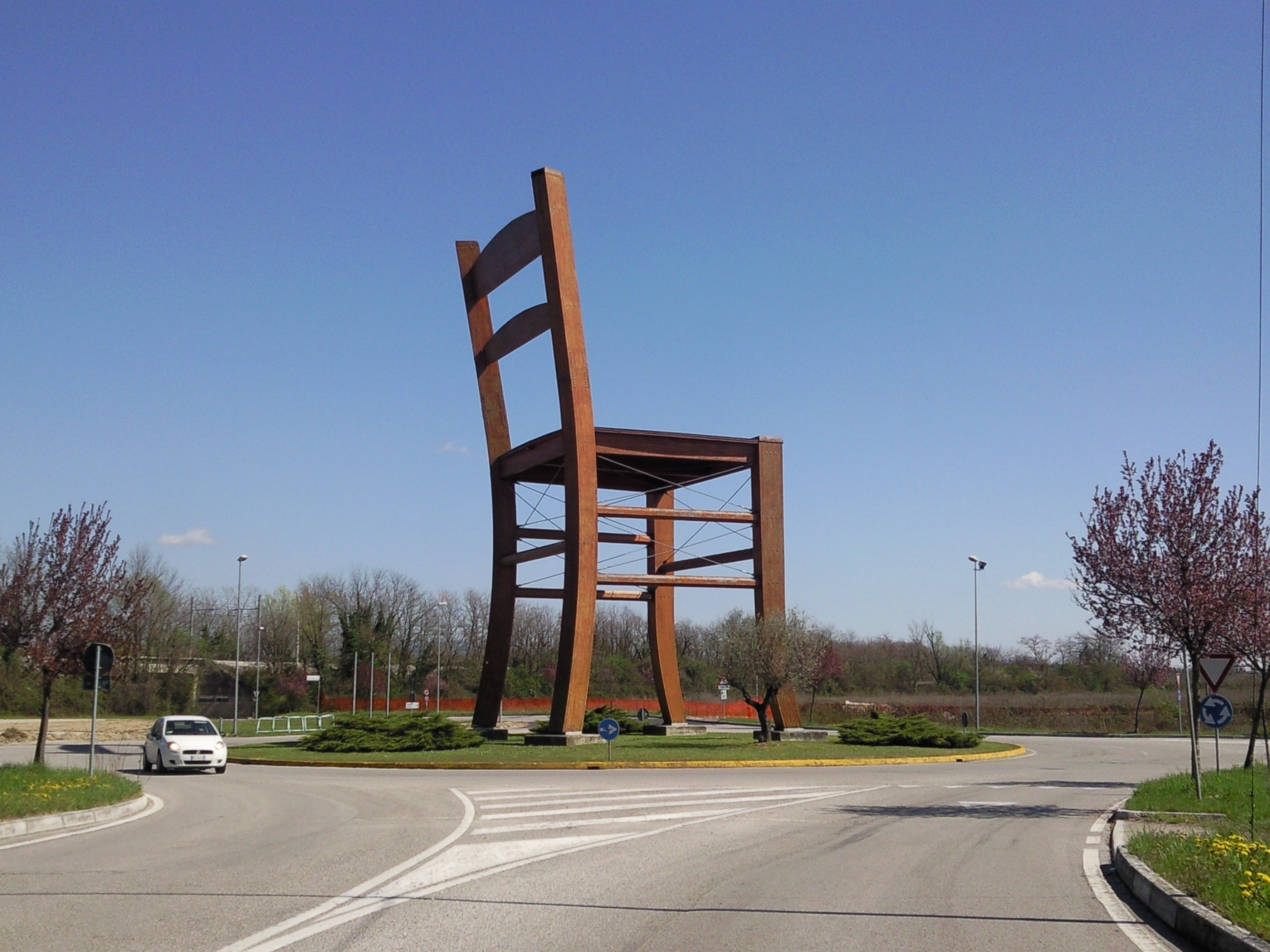
La Grande sedia, simbolo del Triangolo della Sedia, si trovava a Manzano (demolito il 20 dicembre 2016)

Manzano (Manzan in friulano) è un comune italiano di 6 303 abitanti del Friuli-Venezia Giulia.

## Geografia fisica
L'abitato sorge sulle sponde del fiume Natisone sulle prime alture del Friuli orientale.

## Storia
Fu la dimora dei signori poi conti di Manzano. Il paese ha dato i natali alla scrittrice Caterina Percoto. Oleis dal 1915 era sede del campo di aviazione di Oleis.

### Simboli
Lo stemma comunale è stato riconosciuto con DPCM del 16 aprile 1954.
Il gonfalone è un drappo di rosso.

## Monumenti e luoghi d'interesse

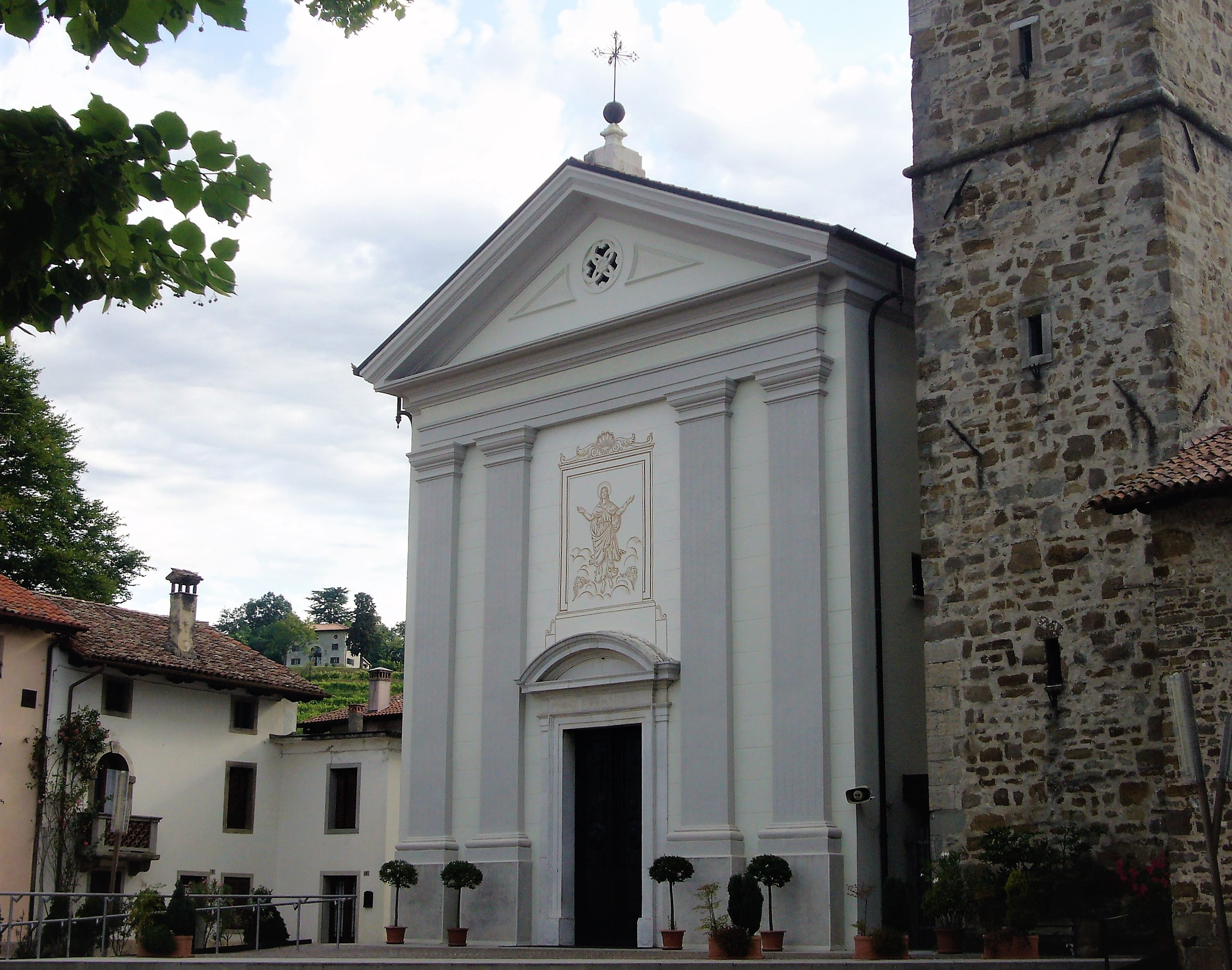
La chiesa di Santa Maria Assunta

- Ruderi del castello dei Signori di Manzano (sec XIII - 1431).
- Casa natale di Caterina Percoto (scrittrice dell'800) nell'omonimo borgo, frazione San Lorenzo
- Villa Piccoli Brazzà Martinengo a Soleschiano
- Chiesa di Santa Margherita a Manzinello
- Chiesa abbaziale di San Pietro a Rosazzo
- Chiesa di Santa Maria Assunta a Manzano
- Chiesa dei Santi Ermacora e Fortunato a Soleschiano
- Chiesa dei Santi Giovanni Battista e Nicolò Vescovo ad Oleis

In località Sdricca, il 29 luglio 1917, nacque e si addestrò il primo nucleo di Arditi, prime "forze speciali"
dell'esercito, che vengono commemorati con un'interessante rievocazione storica nel luogo dove nacquero (località Sdricca di Manzano).
Di grande valore storico-culturale è l'abbazia di Rosazzo, edificata tra il 958 ed il 967, ma profondamente trasformata nel Cinquecento (anche gli affreschi presenti sono in massima parte di tale epoca).

## Società

### Evoluzione demografica
Abitanti censiti

### Lingue e dialetti
A Manzano, accanto alla lingua italiana, la popolazione utilizza la lingua friulana. Ai sensi della deliberazione n. 2680 del 3 agosto 2001 della Giunta della Regione autonoma Friuli-Venezia Giulia, il Comune è inserito nell'ambito territoriale di tutela della lingua friulana ai fini della applicazione della legge 482/99, della legge regionale 15/96 e della legge regionale 29/2007.
La lingua friulana che si parla a Manzano rientra fra le varianti appartenenti al friulano centro-orientale.

## Economia
È il centro principale del cosiddetto triangolo della Sedia, un'area industriale nella quale venivano prodotte gran parte delle sedie italiane.
A Manzano è infatti situata la Calligaris, un'azienda italiana di design e arredamento che produce sedie e altri complementi d'arredo.

## Amministrazione

### Sindaci dal 1989
| Periodo          | Periodo          | Primo cittadino  | Partito      | Carica         | Note   |
| ---------------- | ---------------- | ---------------- | ------------ | -------------- | ------ |
| 28 dicembre 1989 | 21 novembre 1994 | Giorgio Pozzetto | PSI          | Sindaco        |        |
| 28 novembre 1994 | 16 novembre 1998 | Giorgio Pozzetto | Progressisti | Sindaco        |        |
| 16 novembre 1998 | 10 giugno 2003   | Daniele Macorig  | Forza Italia | Sindaco        |        |
| 10 giugno 2003   | 13 maggio 2006   | Daniele Macorig  | Centrodestra | Sindaco        | [ 11 ] |
| 13 maggio 2006   | 29 maggio 2007   | Lidia Driutti    | Centrodestra | Vicesindaco    |        |
| 29 maggio 2007   | 8 maggio 2012    | Lidia Driutti    | Centrodestra | Sindaco        |        |
| 8 maggio 2012    | 6 febbraio 2014  | Lidia Driutti    | Centrodestra | Sindaco        |        |
| 6 febbraio 2014  | 21 febbraio 2014 | Silvia Zossi     |              | Comm. pref.    |        |
| 21 febbraio 2014 | 27 maggio 2014   | Silvia Zossi     |              | Comm. straord. |        |
| 27 maggio 2014   | 27 maggio 2019   | Mauro Iacumin    | Lista civica | Sindaco        |        |
| 27 maggio 2019   | In corso         | Piero Furlani    | Centrodestra | Sindaco        |        |

### Gemellaggi
- Albona[12]

## Sport

### Calcio
La principale squadra di calcio della città è l'A.S.D. Manzanese 1949 Calcio nata nel 1949. Il primo impianto calcistico risale al 1927: il campo Luigi Gumini in via della Stazione e il 1º presidente fu il Conte Guglielmo di Manzano.
Grande periodo di successi dell'allora U.S. Manzanese furono i tre massimi campionati regionali vinti agli inizi degli anni 60 (1962-63, 1963-64 e 1964-65) quando però dovette sempre rinunciare all'iscrizione al campionato di Serie D.
Il 10 ottobre 1976 viene inaugurato l'attuale campo di gioco, il Polisportivo Comunale di via Olivo. In quegli anni con Armando Stacco come presidente e Diego Corolli mister la squadra ritorna a militare nel massimo campionato regionale.
Da allora la U.S./A.S.D. Manzanese ha vinto varie volte il massimo campionato regionale ottenendo l'accesso alla Serie D : nelle Prom.1981-82, Prom.1983-84, Ecc.1991-92, Ecc.2004-05 ed Ecc.2008-09, condite anche dalla vittoria di tre Coppe Eccellenza Friuli V.G. (ovvero le Fasi Regionali della Coppa Italia Dilettanti): nel 1996-97, 2006-07 e 2011-12.
Nel campionato di Serie D 1992-93 ebbe come allenatore Andrea Mandorlini.
La A.S.D. Manzanese è entrata nel circuito delle Società Affiliate Scuola Calcio Inter ed in più gestisce il settore giovanile della A.S.D. Virtus Corno e sostiene quello della A.S.D. Villa.